# Крюк (диакритический знак)
В наборном производстве крюк или хвостик — диакритический знак, приписываемый к буквам во многих алфавитах. Имеет форму крюка и может быть присоединён к букве снизу, в качестве нисходящего, сверху, в качестве восходящего элемента, и иногда сбоку. Ориентация знака может влиять на его значение: когда он находится внизу и направлен влево — он может быть трактован как палатальный крюк, а когда он направлен вправо — он называется «хвостиком» и может быть интерпретирован как ретрофлексный крюк. Существуют также крюк сверху, диакритический знак, используемый во вьетнамском языке, и ротический крюк, используемый в МФА.

## Буквы с крюком
Можно утверждать, что крюк был использован для создания буквы J из буквы I, или буквы Ŋ из буквы N. Тем не менее, эти буквы обычно не связывают с данным диакритическим знаком.
Большинство букв с крюком используются в МФА, а также многие языки используют их (вместе с их прописными вариантами) для обозначения тех же звуков. Кроме того, большое количество букв с различными крюками используются в шведском фонетическом алфавите Landsmålsalfabetet, при этом один и тот же крюк всегда обозначает одну и ту же модификацию звука, обозначаемого базовой буквой.
Крюк часто присоединяется к верхней части буквы, иногда замещая верхний выносной элемент. Если он присоединяется к нижней части буквы, он может быть загнутым влево (и являться палатальным крюком) или вправо (ретрофлексный крюк). Впрочем, крюк, загнутый влево, не всегда обозначает палатальность или палатализацию (например, для буквы Ꞔ ꞔ это не всегда так), а крюк вправо не обязательно обозначает ретрофлексию (например, в случае Ɋ ɋ это неверно).